# ギムレー
ギムレー（古ノルド語: Gimlé）は、北欧神話に出てくる広間のことである。その名前は「Gim 火、hlé 保護」あるいは「gimill=himill=himin 天」とも考えられる。つまり「火に対して保護された場所」の意味である。ラグナロクの後もギムレーは残り、新しい時代において、善良な人々を受け入れるとされている。
『ギュルヴィたぶらかし』には、次のような事が書いてある。
- 神は人間に息を与えるという最大のことをした。肉体が腐って土に返っても、焼かれて灰になっても、人間は生き続け、滅びることない。礼節をわきまえた人間は、生きたままギムレー、またはヴィーンゴールヴというところで、神々と暮らすのである。だが悪い人間はヘル（ヘルヘイム）へ行くのだ[3]。
- 天の南の端にギムレーという広間がある。これはどれよりも美しく、太陽よりも輝かしい。天地の滅亡の時にもギムレーは滅びずに立っているだろう。ここに永遠に、善良で正しい人が住むのである。南方にはこの天の上にもう1つ、アンドラングという天があり、その上にヴィーズブラーインという第3の天がある。この天の上にギムレーがあると考えられている[4]。

『巫女の予言』第64聯には、次のような事が書いてある。
- ギムレーに黄金葺きの館が太陽より美しくそびえ立っている。そこには誠実な人々が住み、永遠に幸せな生活を送る[2]。